# Evaristo Macedo
Evaristo de Macedo Filho (Río de Janeiro, Brasil; 22 de junio de 1933) es un exfutbolista brasileño de los años 50 y 60. 

## Trayectoria
Destacó como delantero en C. R. Flamengo de la Serie A de Brasil, en la selección brasileña y en los dos mejores clubs de  España: el F. C. Barcelona, en el que militó cinco temporadas, entre 1957 y 1962, y el Real Madrid, en el que militó dos temporadas, entre 1962 y 1964. Tuvo pocas oportunidades como jugador de la selección de fútbol de Brasil, aun así en 14 partidos marcó 8 goles. En un partido el 23 de marzo de 1957, en el estadio nacional de Lima, Perú, marcó 5 goles en la goleada de 9-0 sobre Colombia, estableciendo el récord de la selección brasileña de máximo goleador en una sola partida. Es uno de los pocos jugadores que ha conseguido ganar la Liga dos veces con cada uno de los dos principales clubs españoles.
Como director técnico, dirigió a la selección de Irak en el mundial de México 86 y antes a la sorprendente selección de Catar que llegó a la final de la Copa Mundial de Fútbol Juvenil de 1981 en Australia.

## Clubes

### Como jugador
- 1950-1952 - Madureira E. C.
- 1953-1957 - C. R. Flamengo
- 1957-1962 - F. C. Barcelona
- 1962-1965 - Real Madrid C. F.
- 1965-1967 - C. R. Flamengo

### Clubes
- 1970-71 - Bahia
- 1972 - Santa Cruz
- 1973 - Bahia
- 1975 - Santa Cruz
- 1977-1980 - Santa Cruz
- 1985 - América-RJ
- 1988-1989 - Bahia
- 1990 - Grêmio
- 1991-1992 - Cruzeiro
- 1993-1995 - Flamengo
- 1995 - Bahia
- 1996 - Atlético-PR
- 1997 - Grêmio
- 1997 - Vitória
- 1998 - Bahia
- 1998 - Flamengo
- 1999 - Corinthians
- 2000-2001 - Bahia
- 2002 - Vasco da Gama
- 2002-2003 - Flamengo
- 2003 - Bahia
- 2003-2004 - Vitória
- 2005-2006 - Atlético-PR
- 2007 - Santa Cruz

### Selecciones
- 1981 - Selección juvenil de fútbol de Catar
- 1985 - Brasil
- 1985-86 - Irak en México 86
- 1992 - Catar

## Palmarés

### Como jugador

#### Campeonatos regionales
| Título             | Equipo         | Estado         | Año  |
| ------------------ | -------------- | -------------- | ---- |
| Campeonato Carioca | C. R. Flamengo | Río de Janeiro | 1953 |
| Campeonato Carioca | C. R. Flamengo | Río de Janeiro | 1954 |
| Campeonato Carioca | C. R. Flamengo | Río de Janeiro | 1955 |
| Campeonato Carioca | C. R. Flamengo | Río de Janeiro | 1965 |

Campeonatos nacionales
| Título         | Equipo            | Sede   | Año     |
| -------------- | ----------------- | ------ | ------- |
| Liga española  | F. C. Barcelona   | España | 1958-59 |
| Copa de España | F. C. Barcelona   | España | 1958-59 |
| Liga española  | F. C. Barcelona   | España | 1959-60 |
| Liga española  | Real Madrid C. F. | España | 1962-63 |
| Liga española  | Real Madrid C. F. | España | 1963-64 |

#### Campeonatos internacionales
| Título         | Equipo          | Sede   | Año     |
| -------------- | --------------- | ------ | ------- |
| Copa de Ferias | F. C. Barcelona | España | 1958-60 |

### Como entrenador

#### Campeonatos regionales
| Título                  | Equipo     | Estado              | Año  |
| ----------------------- | ---------- | ------------------- | ---- |
| Campeonato Baiano       | Bahia      | Bahía               | 1970 |
| Campeonato Baiano       | Bahia      | Bahía               | 1971 |
| Campeonato Pernambucano | Santa Cruz | Pernambuco          | 1972 |
| Campeonato Baiano       | Bahia      | Bahía               | 1973 |
| Campeonato Pernambucano | Santa Cruz | Pernambuco          | 1978 |
| Campeonato Pernambucano | Santa Cruz | Pernambuco          | 1979 |
| Campeonato Pernambucano | Santa Cruz | Pernambuco          | 1980 |
| Campeonato Baiano       | Bahia      | Bahía               | 1988 |
| Campeonato Gaúcho       | Grêmio     | Río Grande del Sur  | 1990 |
| Campeonato Baiano       | Bahia      | Bahía               | 1998 |
| Campeonato Baiano       | Bahia      | Bahía               | 2001 |
| Copa do Nordeste        | Bahia      | Nordeste del Brasil | 2001 |

#### Campeonatos nacionales
| Título         | Equipo | Estado | Año  |
| -------------- | ------ | ------ | ---- |
| Brasileirao    | Bahia  | Brasil | 1988 |
| Copa de Brasil | Grêmio | Brasil | 1997 |

#### Campeonatos internacionales
| Título                     | Equipo             | Sede  | Año  |
| -------------------------- | ------------------ | ----- | ---- |
| Copa de Naciones del Golfo | Selección de Catar | Catar | 1992 |